# Toxinas de insectos
Las toxinas de insectos son venenos producidos por insectos. Los venenos sirven para proteger a los insectos de microorganismos, parásitos y depredadores o para abrumar a las presas.
Los venenos de artrópodos también se suelen incluir bajo el término toxinas de insectos, en particular el veneno de escorpión.

## Tipos
Los venenos de insectos que se administran activamente son mezclas. Las principales sustancias activas de estas mezclas de veneno son péptidos y proteínas. Además, contienen alcaloides, terpenos, polisacáridos, aminas biógenas (como histaminas), ácidos orgánicos (como ácido fórmico) y aminoácidos. Muchos venenos de Himenópteros contienen una compleja mezcla de moléculas orgánicas simples, proteínas, péptidos y otros elementos bioactivos.

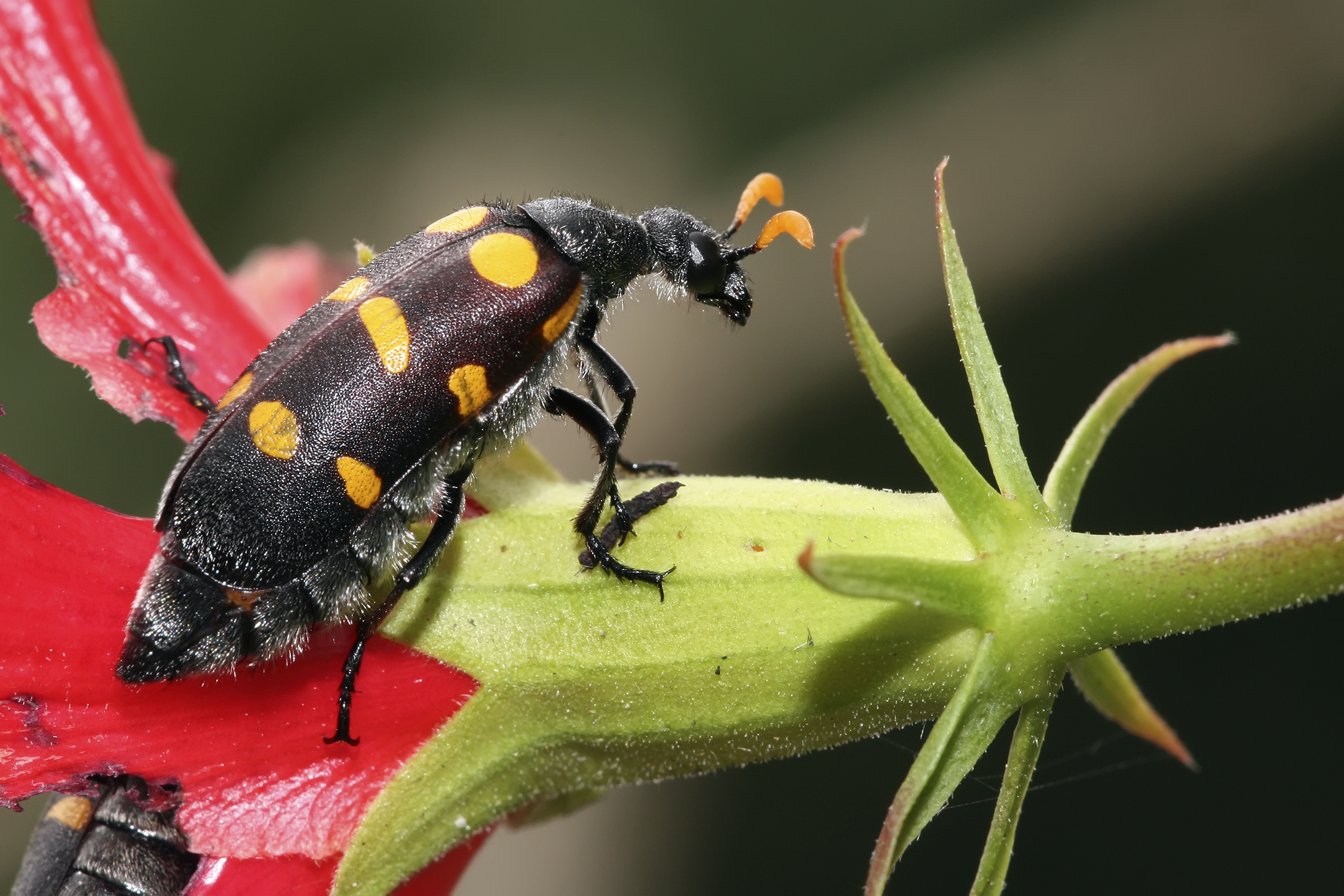
Coleóptero de la familia Meloidae Hycleus lugens, especie productora de toxinas.

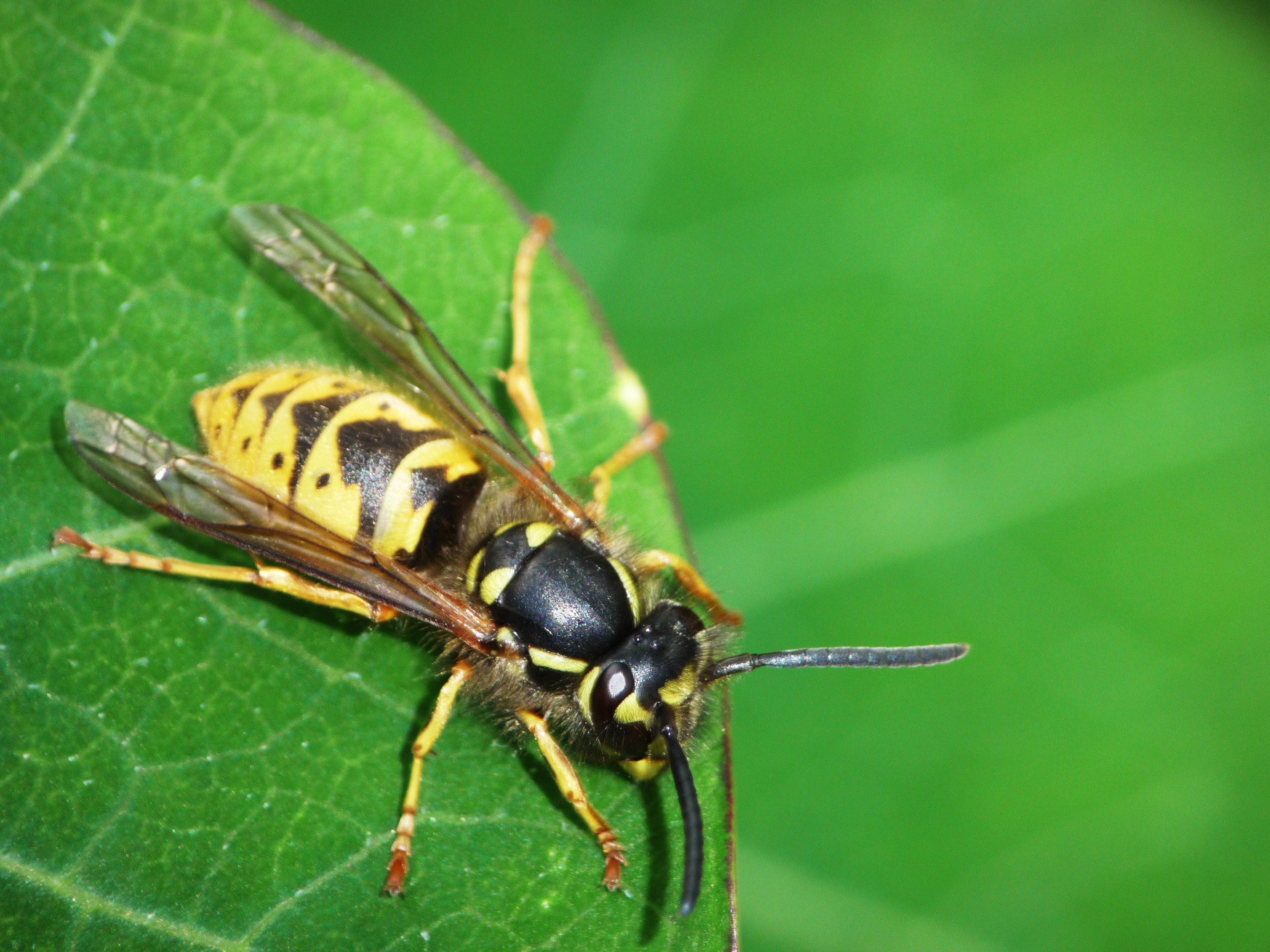
Avispa

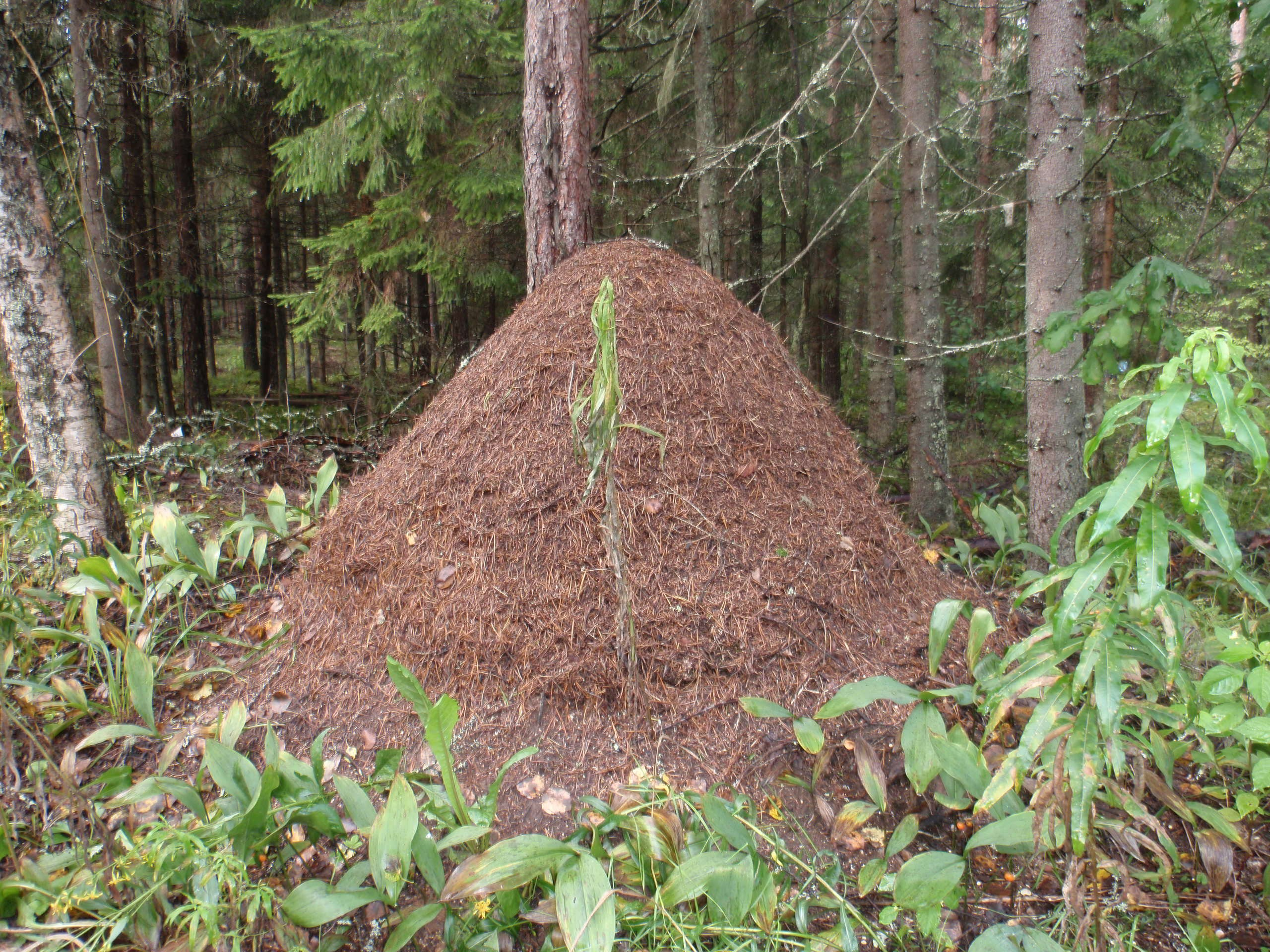
Hormiguero de hormigas escamosas.

Algunos ejemplos de toxinas producidas por insectos son:
- Batracotoxinas son alcaloides esteroides neurotóxicos extremadamente potentes (derivados del pregnano) derivados en realidad de la piel de ranas venenosas sudamericanas del género saltamontes (Phyllobates), así como de la piel y las plumas de algunas aves de Nueva Guinea, como el pitohui bicolor (Pitohui dichrous), Pitohui ferrugineus, Pitohui moro (Pitohui nigrescens) y flauta de casco azul (Ifrita kowaldi).[8] La fuente de veneno son escarabajos del género Choresine' de la familia Melyridae, nativa de Nueva Guinea.[9][10][11]  Estos contienen batracotoxina, pero están pendientes las pruebas directas de que el veneno proceda realmente de estos escarabajos.
- Veneno de abeja, contiene melitina.[7]
- Cantaridina aparece como ingrediente en varios escarabajos aceiteros.
- Coccinellin, alcaloide tóxico de la hemolinfa de mariquitas.
- Veneno de avispa. (contiene: melitina, fosfolipasa A, hialuronidasa, antígenos 5, histamina[12][13])
- Veneno de avispón.
- Poneratoxina de las hormigas del género Paraponera como la especie Paraponera clavata así como del género  Dinoponera como la especie Dinoponera longipes'.
- Pumiliotoxinas sí se conocen de ranas freseras (Oophaga pumilio) de la familia ranas venenosas de dardo, pero son producidas por hormigas escamosas de los géneros Brachymyrmex y Paratrechina, de las que se alimentan las ranas freseras. Las pumiliotoxinas o alcaloides tóxicos similares también son producidos por arácnidos como ácaros de los cuernos y otros ácaros.[14]
- RhTx del ciempiés chino de cabeza roja.

## Administración de la toxina
Algunos insectos pueden administrar el veneno directamente en los tejidos a través de un aguijón venenoso, otros pueden lanzar paquetes de veneno (como los escarabajos bombarderos ) o rociar (como las hormigas escamosas, las orugas de cola de horquilla) o exhalar (como las mariquitas) o contener el veneno en el cuerpo para que no sea comestible (como algunos errores, errores de petróleo). Algunos insectos venenosos (como avispas, mariquitas, lechuza de aliso ) llevan una coloración de advertencia, entonces se habla de aposematismo.
El entomólogo estadounidense Justin O. Schmidt también sugirió que algunas especies de dípteros, crisopas y escarabajos pueden administrar venenos con piezas bucales, pero no está claro si las observaciones subyacentes eran los efectos de los jugos digestivos.

## Uso por otros organismos

### Secuestro por vertebrados
Algunos anfibios pueden comer insectos venenosos y almacenar los venenos de los insectos dentro y debajo de su piel (secuestro). Estos incluyen en particular las ranas venenosas. Dado que el origen de las toxinas a menudo se desconocía, estas toxinas generalmente se denominan toxinas anfibias.
También hay algunas aves venenosas, como el pitohui bicolor, el pitohui ferrugineus, el pitohui moro y el silbido de cabeza azul, que obtienen sus toxinas al comer insectos y las secuestran en su piel y plumaje. Los gansos con espuelas también comen escarabajos del aceite (Meloidae), que contienen cantaridina. Esto se acumula en sus tejidos, por lo que el consumo del ganso de espolones es venenoso para los depredadores y los humanos, dependiendo de la cantidad de escarabajo ingerido.

### Uso humano
Algunos de los venenos sintetizados originalmente por insectos pero acumulados por depredadores específicos se han utilizado como potentes venenos para flechas durante milenios. Algunas toxinas, como la cantaridina, se usaban y todavía se usan con fines medicinales (por ejemplo, los parches de cantaridina). Sin embargo, los mecanismos de acción subyacentes de los medicamentos usados tradicionalmente a menudo no se conocen bien.
Para tratar las alergias al veneno de insectos, los venenos de insectos desencadenantes generalmente se administran en dosis bajas.

## Efectos

### Efectos biológicos
Debido a la gran diversidad de toxinas, existe una gran cantidad de mecanismos de acción. El espectro de acción es extenso, pero los venenos de insectos liberados activamente se pueden dividir aproximadamente en efectos neurotóxicos, hemolíticos, digestivos, hemorrágicos y algogénicos (causantes de dolor). Las neurotoxinas pueden dominar entre las toxinas particularmente potentes. Otros, actuando como chaperonas, modifican la estructura terciaria de las proteínas y, por tanto, sus funciones.

## Sustancias
Los insectos asesinos, son una de las familias más grandes y morfológicamente diversas de verdaderos insectos que se alimentan de grillos, orugas y otros insectos. Algunas especies de insectos asesinos son parásitos hematófagos de mamíferos e incluso se alimentan de seres humanos. Se pueden encontrar comúnmente en casi todo el mundo y su tamaño varía desde unos pocos milímetros hasta 3 o 4 centímetros. La saliva tóxica de los insectos depredadores contiene una compleja mezcla de péptidos pequeños y grandes para diversos usos, como inmovilizar y predigerir a sus presas, así como defenderse de competidores y depredadores. Las toxinas de las chinches asesinas son pequeños péptidos con conectividad disulfuro que actúan sobre canales iónicos. Son relativamente homólogas a los bloqueadores de canales de calcio omega-conotoxinas de los caracoles cono marinos y pertenecen a la clase estructural de andamiaje de cisteína de cuatro bucles.
Una de estas pequeñas proteínas, Ptu1, bloquea de forma reversible los canales de calcio de tipo N, pero al mismo tiempo es menos específica para los canales de calcio de tipo L o P/Q. Ptu1 tiene 34 residuos de aminoácidos y está reticulada por 3 puentes disulfuro. Ptu1 contiene una región de lámina beta formada por 2 hebras beta antiparalelas y consta de un núcleo compacto unido por disulfuro del que emergen cuatro bucles, así como los extremos N y C. A continuación se enumeran algunas toxinas de chinches asesinas:
- Agriosphodrus dohrni toxina Ado1.
- Toxina Iob1 de Isyndus obscurus.
- Peirates turpis toxina Ptu1.